# Большое Панфилово
Большое Панфилово — деревня в Уренском районе Нижегородской области России. Входит в состав Горевского сельсовета.

## География
Деревня находится в 11 км к северо-востоку от Урени и в 175 км к северо-востоку от Нижнего Новгорода. Абсолютная высота над уровнем моря — 145 м.
Часовой пояс
Большое Панфилово находится в часовой зоне МСК (московское время). Смещение применяемого времени относительно UTC составляет +3:00.

## Население
| 1897 | 1907 | 2002 | 2010 |
| ---- | ---- | ---- | ---- |
| 330  | ↗361 | ↘122 | ↘104 |

Национальный состав
Согласно результатам переписи 2002 года, в национальной структуре населения русские составляли 93 % из 122 человек.